# Fontaine des Bagniers
La fontaine des Bagniers est une fontaine située à Aix-en-Provence.

## Histoire
Le monument fait l'objet d'une inscription au titre des monuments historiques depuis 1949.